# Phyllonorycter monspessulanella
Phyllonorycter monspessulanella là một loài bướm đêm thuộc họ Gracillariidae. Nó được tìm thấy ở Đức, Pháp, Ý, Croatia và Bồ Đào Nha.
Ấu trùng ăn Acer campestre và Acer monspessulanum species. Chúng ăn lá nơi chúng làm tổ. They create a lower-surface tentiform mine.